# DC Universe Infinite
DC Universe Infinite ist ein digitaler Comic-Abonnementdienst von DC Comics. Der Dienst wurde am 21. Januar 2021 gestartet und ist der Nachfolger des Video-on-Demand-Dienstleisters DC Universe.

## Hintergrund
Im Juni 2018 wurde bekannt gegeben, dass der Streaming-Dienst DC Universe, neben den Videoinhalten, auch eine rotierende Auswahl an DC Comics enthalten wird. Im August 2020 wurde verkündet, dass alle Videoinhalte nach HBO Max migriert werden und DC Universe in anderer Form neu gestartet werden soll. Laut Herausgeber Jim Lee würde der neue Dienst dann nur noch Comics anbieten.
Im September 2020 wurde die Namensänderung zu DC Universe Infinite bekannt gegeben. Der neue Dienst startete als reiner Comic-Abonnementdienst am 21. Januar 2021. Auf der neuen Plattform sind DC Comics 6 Monate nach ihrer Print-Veröffentlichung verfügbar (bei DC Universe waren es noch 12 Monate), außerdem gibt es exklusiv für diesen Dienst erschaffene Comics sowie den Zugang zu 24.000 älteren Titeln des DC-Comic-Katalogs. DC Universe Abos wurden automatisch auf DC Universe Infinite übertragen.

## Verfügbarkeit
DC Universe Infinite ist seit dem 2. Dezember 2024 auch in Deutschland verfügbar.
Derzeit haben folgende Länder Zugriff darauf:
- Deutschland
- Australien
- Brasilien
- Frankreich
- Italien
- Kanada
- Mexiko
- Neuseeland
- Spanien
- Vereinigte Staaten
- Vereinigtes Königreich

Der Dienst ist als App auf iOS- und Androidgeräten und in den USA auch im Internet über den Browser verfügbar.